# Pri Krajcarju (zahodna vas)
Pri Krajcarju (zahodna vas) (nemško Kreuzergegend-West) je naselje v Občini Pokrče v Okraju Celovec-dežela na Koroškem v Avstriji.